# Tom Boswell
Tommy G. Boswell (ur. 2 października 1953 w Montgomery) – amerykański koszykarz na pozycjach silnego skrzydłowego oraz środkowego, reprezentant Stanów Zjednoczonych, mistrz NBA z 1976.

## Osiągnięcia
NBA
- Mistrz NBA (1976)
- Lider play-off w skuteczności rzutów z gry (1979)[1]

Włochy
- Mistrz Włoch (1981)
- Zdobywca Europejskiego Pucharu Zdobywców Pucharów (1981)

Reprezentacja
- Mistrz igrzysk panamerykańskich (1975)[2]
- Brązowy medalista mistrzostw świata (1974)[3]